# Aghanurmoskén
Aghanurmoskén är en historisk moské i Esfahan i Iran. Den grundades under Abbas den store och färdigställdes under Safi I. De båda regenterna omnämns i epigrafiken ovanför portalen i moskén. Moskén byggdes under ledning av Noureddin Mohammad Esfahani, som var en av de rikaste männen i Esfahan.